# Kanton Belleville
Kanton Belleville (francouzsky Canton de Belleville) je francouzský kanton v departementu Rhône v regionu Rhône-Alpes. Tvoří ho 13 obcí.

## Obce kantonu
- Belleville-sur-Saône
- Cercié
- Charentay
- Corcelles-en-Beaujolais
- Dracé
- Lancié
- Odenas
- Saint-Étienne-des-Oullières
- Saint-Étienne-la-Varenne
- Saint-Georges-de-Reneins
- Saint-Jean-d'Ardières
- Saint-Lager
- Taponas